# Лейбниц (лунный кратер)
Кратер Лейбниц (лат. Leibnitz) — огромный древний ударный кратер в южном полушарии обратной стороны Луны. Название присвоено в честь немецкого философа, логика, математика, механика, физика, юриста, историка, дипломата, изобретателя и языковеда Готфрида Вильгельма Лейбница (1646—1716) и утверждено Международным астрономическим союзом в 1970 г.  Образование кратера относится к донектарскому периоду.

## Описание кратера

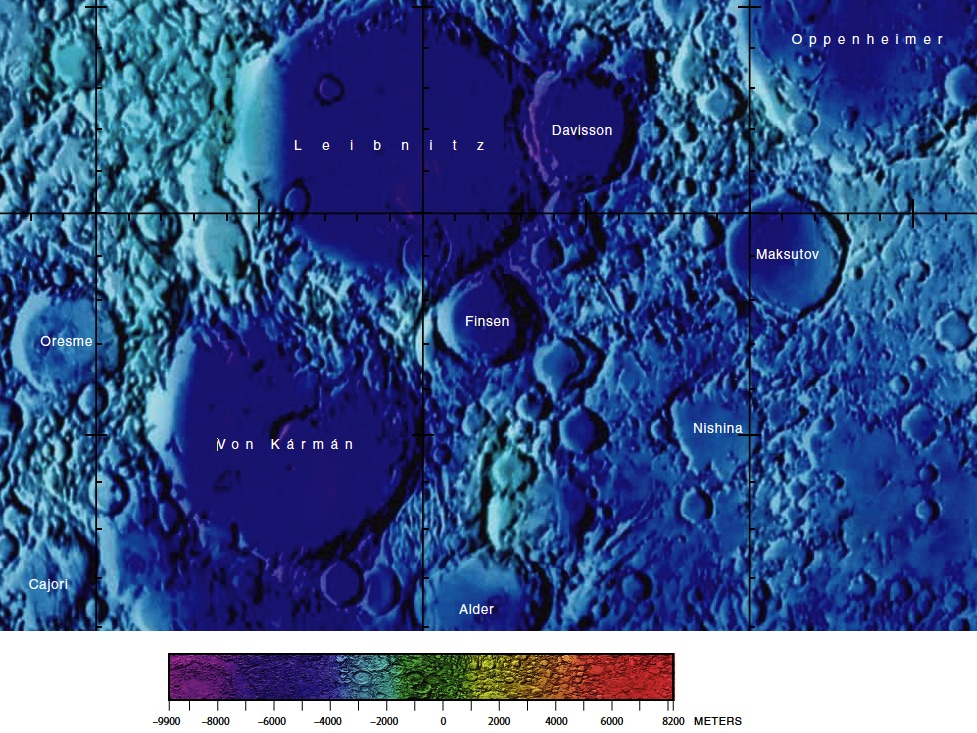
Окрестности кратера Лейбниц. Фрагмент карты обратной стороны Луны.

Ближайшими соседями кратера являются кратер Обручев на западе; кратер Томсон на западе-северо-западе; кратер Биркеланд на северо-западе; кратер Левенгук на севере-северо-востоке; кратер Дэвиссон перекрывающий восточный участок вала кратера Лейбниц; кратер Финсен перекрывающий юго-восточный участок вала кратера Лейбниц; кратер Карман на юге и кратер Орем на юго-западе. На западе-северо-западе от кратера Лейбниц находится Море Мечты. Селенографические координаты центра кратера 38°14′ ю. ш. 179°21′ в. д. / 38,24° ю. ш. 179,35° в. д., диаметр 237 км, глубина 3,1 км.
Кратер Лейбниц имеет полигональную форму и значительно разрушен. Вал сглажен, в восточной и юго-восточной части изменен кратерами Дэвиссон и Финсен соответственно. Внутренний склон сравнительно узкий, сохранил остатки террасовидной структуры. Высота вала над окружающей местностью достигает 2120 м. Большая часть чаши кратера ровная, затоплена темной базальтовой лавой, за исключением пересеченной юго-восточной части покрытой породами выброшенными при образовании кратера Финсен. Поверхность чаши отмечена светлыми лучами, в юго-восточной части находятся останки крупного кратера, в западной части чаши располагаются приметные сателлитные кратеры Лейбниц R и Лейбниц X (см. ниже).

## Сателлитные кратеры
| Лейбниц | Координаты                                              | Диаметр, км |
| ------- | ------------------------------------------------------- | ----------- |
| R       | 39°34′ ю. ш. 176°20′ в. д. / 39,57° ю. ш. 176,34° в. д. | 20,2        |
| S       | 39°55′ ю. ш. 172°05′ в. д. / 39,91° ю. ш. 172,09° в. д. | 30,4        |
| X       | 36°43′ ю. ш. 177°26′ в. д. / 36,72° ю. ш. 177,43° в. д. | 19,7        |

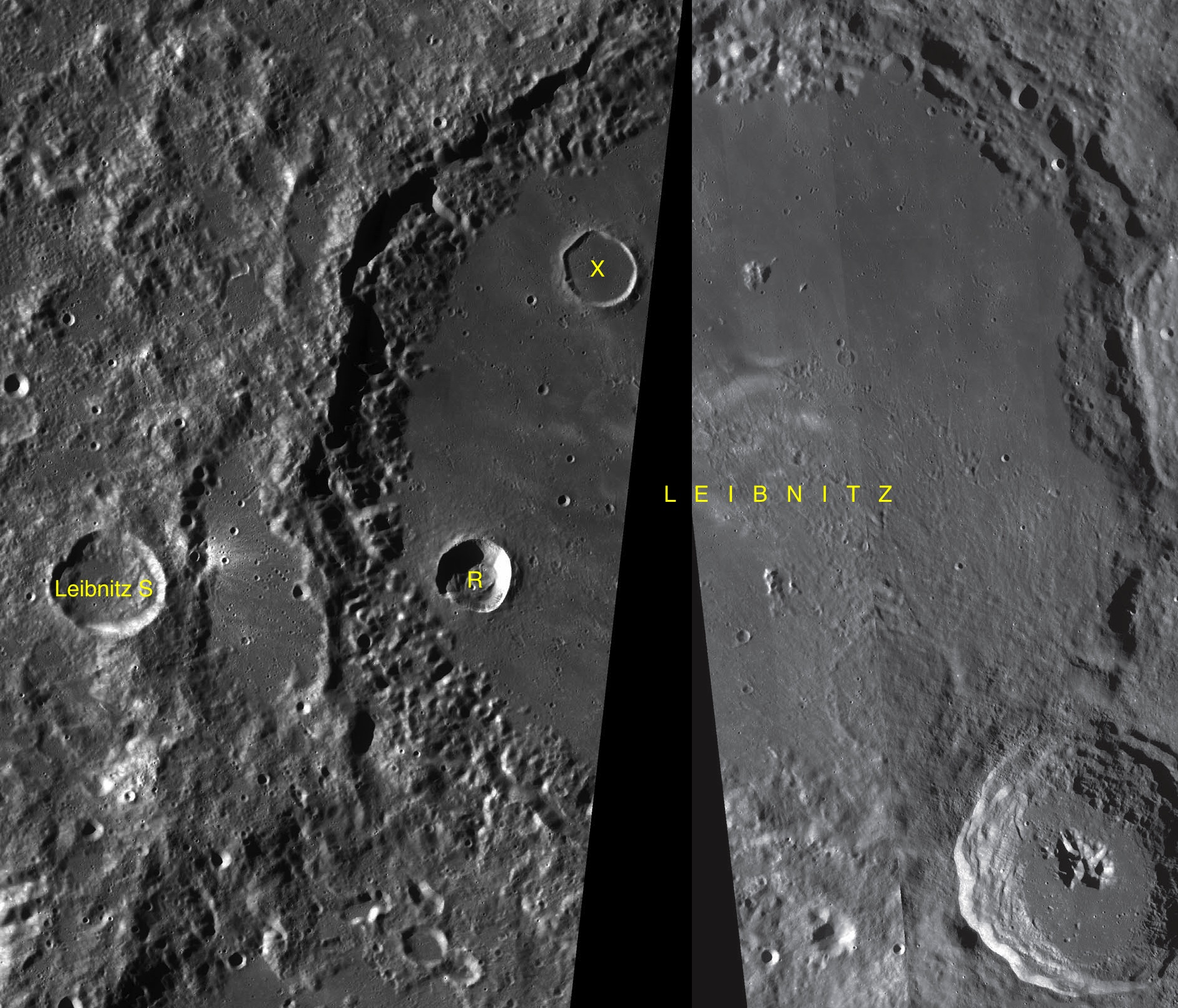
Фрагменты карт LAC-119, LAC-120.

- Образование сателлитного кратера Лейбниц S относится к позднеимбрийскому периоду[1].